# 贝恩特·舍贝里
贝恩特·舍贝里（瑞典語：Bernt Sjöberg，1955年8月2日—），瑞典男子轮椅冰壶运动员。他曾代表瑞典参加2006年冬季残疾人奥林匹克运动会轮椅冰壶比赛，获得一枚铜牌。